# 佐藤時啓
佐藤 時啓（さとう ときひろ、1957年（昭和32年）9月13日 - ）日本の美術家、写真家。東京藝術大学美術学部先端芸術表現科教授。土門拳記念館館長。山形県酒田市生まれ。

## 来歴・人物
彫刻家を経て写真に転向し、〈光ー呼吸〉と題された長時間露光の写真作品及び〈Gleaning Light〉と題されたピンホール写真作品を制作する。また最近では写真装置の仕組みをもちいたプロジェクトなどで知られる。〈光ー呼吸シリーズ〉は大型カメラによって風景を長時間露光撮影する。露光中にペンライトや手鏡を用い、被写体となった風景の中で自らカメラに向けて発光させた光は、自身の移動した痕跡となる。しかし長い露光の結果画面上に自身の姿は写らない。このことにより四角に切り取られた光景の中に移動やその時間という概念が取り込まれ、またその連続により画面上に現れた光と、消え去った主体(不在)によって普遍的な「存在」について言及しようとする。
2023年6月、郷里で開館40年を迎える土門拳記念館の第5代館長に就任した。近年は来館者が低迷していることから、「土門は当時の表現の最先端だったリアリズムを追い極めたが、もともと画家志望で、幅広い芸術的表現も持ち合わせている。価値観は時代と共に変わるものであり、新たな視座で現代に響く企画を探っていきたい」と抱負を語っている。

## 略年譜
- 1969年（昭和44年） - 酒田市立琢成小学校卒業。
- 1972年（昭和47年） - 酒田市立第一中学校卒業。
- 1976年（昭和51年） - 山形県立酒田東高等学校卒業。
- 1981年（昭和56年） - 東京藝術大学美術学部彫刻科卒業。
- 1983年（昭和58年） - 東京藝術大学大学院美術研究科修了。
- 1989年（平成01年） -〈日本写真家協会展〉にて銀賞受賞。
- 1990年（平成02年） -〈第18回 日本国際美術展〉にて次点である美術文化振興協会賞受賞、その他に埼玉県立近代美術館賞、いわき市立美術館賞受賞 東京都美術館、京都市美術館〈第6回 東川町国際写真フェスティバル〉第6回東川賞・新人作家賞受賞。
- 1993年（平成05年） - ダイムラ−ア−トスコ−プグランプリ受賞によりフランス滞在。
- 1994年（平成06年） - 文化庁在外研修員としてイギリス滞在。
- 1996年（平成08年） -〈第６回ハバナビエンナーレ〉に日本人で初めて参加 （ハバナ、キューバ）。
- 1999年（平成11年） -〈第9回　バングラデシュ・アジア・アートビエンナーレ〉 (ダッカ）にて優秀賞受賞。
- 2003年（平成15年） -〈第20回現代日本彫刻展〉宇部市野外彫刻美術館,にて次点である宇部興産賞受賞　（山口県宇部市）。
- 2005年（平成17年） - 文科省先進教育研究実践支援プログラムで米国滞在。
- 2015年（平成27年） - 芸術選奨文部科学大臣賞[3]、第31回東川賞国内作家賞受賞。
- 2023年（令和05年） - 土門拳記念館館長。

## 展覧会歴

### 主な個展
- 1989「呼吸の陰影」ルナミ画廊（東京）
- 1991「Breath-Graph」ルナミ画廊（東京）
- 1992「Breath-Graph」細見画廊（東京）
- 1993「Photos-Respirations」アジャン美術館・ジャコバン（アジャン、フランス）、 スパイラルガーデン（東京）
- 1995「光－呼吸　Photo-Respiration」ギャラリー日鉱（東京）
- 1996「光－呼吸　Photo-Respiration」ギャラリーGAN（東京）
- 1997「光－呼吸　ハバナより」ギャラリーGAN（東京）
- 1998「Photo-Respiration」Leslie Tonkonow Gallery（ニューヨーク）　 
「光－呼吸　Photo-Respiration」ニコン・サロン（東京・大阪)
- 1999「光－呼吸　海から」ギャラリーGAN（東京）
　　「光－呼吸　佐藤時啓の眼差し」酒田市美術館（山形）
- 2000「Photo-Respiration」Leslie Tonkonow Gallery（ニューヨーク）
- 2001「佐藤時啓プロジェクト」ギャラリーGAN（東京）
- 2002「マジカルカメラ　佐藤時啓＋WanderingCamera」浜田市世界こども美術館（島根）
- 2003「Photo-Respiration」Leslie Tonkonow Gallery（ニューヨーク）　 
「Photo-Respiration」クリーブランド美術館（オハイオ）
- 2004「Ｃamera Obscura Project」山口情報芸術センター（山口）  
「光のキャラバン」埼玉県立近代美術館（さいたま市）
- 2005「pin-holes」ギャラリーGAN（東京）  
「pin-holes ―光の間―」山口情報芸術センター（山口）
「Tokihiro Sato: Photographic Light Panels」HAINES GALLERY（サンフランシスコ）
「”Photo-Respiration：Tokihiro Sato Photographic」シカゴ美術館（シカゴ）
「Gleaning light」Leslie Tonkonow Gallery（ニューヨーク）
- 2006「Tokihiro Sato-Contemporary Japanese Photography」 Tai Gallery (サンタフェ）
- 2007　「Gleaning Light」　Gallery Raku(京都）
「Tokihiro Sato: Photographic Light Panels」HAINES GALLERY（サンフランシスコ）
「Tokihiro Sato」 LIPF連州国際写真祭 （中国広東省）
- 2008「光ー呼吸：yama」佐藤時啓展　福島市写真美術館（福島）
- 2009「マジック・ランタン」東京ミルキィウェイ・百万人のキャンドルナイト　Spicaアートギャラリー(東京）
「佐藤時啓撮影展　光ー呼吸」1839現代画廊　(台北）
「佐藤時啓撮影展　光ー呼吸」丹徳力アートスペース（北京）
「佐藤時啓　ーTreeー」ツアイトフォトサロン　（東京）
- 2010「Trees」Leslie Tonkonow Gallery（ニューヨーク）     
「Trees」HAINES GALLERY（サンフランシスコ ）            
「PRESENCE OR ABSENCE」Frist Center for the Visual Arts(ナッシュビル) 個展  　　
「ツリーハウスカメラ」森のちから滞在制作（和歌山）
- 2011    
「光ー呼吸」ルネスホールギャラリー　　（岡山）  　　
「リヤカーメラ」宮城県立美術館公開制作

- 2012「マジックランタン」岡山芸術回廊　天神MAM（岡山）
「電車カメラ」岡山芸術回廊  　　　
「リヤカーメラ」森のちから滞在制作（和歌山）
- 2014 「光ｰ呼吸　そこにいる、そこにいない」東京都写真美術館（東京）
- 2015「TSURUOKA」鶴岡アートフォーラム（山形）
「Gleaning Lights」Piet Hein Eek, Art Gallery,　(アインドホーフェン、オランダ）
- 2017　〈光ー呼吸〉Micheko Gallery　（ミュンヘン、ドイツ）
- 2019 「Camera Lucida」Piet Hein Eek, Art Gallery,　(アインドホーフェン、オランダ）
- 「呼吸する光たち」Fujifilm写真歴史博物館（東京）

- 2021「Reflections」Micheko Gallery, (ミュンヘン、ドイツ）
- 2022「八戸マジックランタン」八戸市美術館（青森）
- 2024 ｢佐藤時啓退任記念展 with 研究室生＋卒修生 ー交差する時間 ｣

### パブリックコレクション

#### 日本国内美術館
- 埼玉県立近代美術館（埼玉）
- いわき市立美術館（福島）
- 東京都写真美術館（東京）
- 原美術館  (東京）
- 千葉市美術館（千葉） - 「Breath graph 105」[4]
- 山形美術館（山形）
- 東京富士美術館（東京）
- 国際交流基金（東京）
- 夕張市立美術館（北海道）
- 板橋区立美術館（東京）
- 宇都宮美術館　(栃木）
- 山梨県立美術館 (山梨）
- 広島市現代美術館　(広島）
- 栃木県立美術館 (栃木）
- 和歌山県立近代美術館（和歌山）

#### 日本国内自治体・企業など
- 長野県東御市　(長野）
- 東御市梅野記念絵画館 （長野）
- 山口県宇部市 (山口）
- 東川町 (北海道）

- 日本鉱業(ジャパンエナジー）（東京）
- 富士ゼロックス（東京）
- メルセデス・ベンツ日本（東京）
- Press Kit Corporation, (東京）

#### 海外美術館
- 上海美術館 （上海）
- Denver Art Museum
- "Solomon R. Guggenheim Museum（グッゲンハイム美術館）, New York"
- Museum of Fine Arts, Houston（ヒューストン美術館）
- The Art Institute of Chicago, Chicago
- "Los Angeles County Museum of Art, Los Angeles"
- The Cleveland Museum of Art（クリーブランド美術館）
- The Middlebury College Museum of Art, Middlebury, Vt.
- Queensland Art Gallery, Brisbane, Australia[5]
- Victoria and Albert Museum

#### 海外企業など
- The Capital Group, Los Angeles
- The Cleveland Clinic, Cleveland, Ohio
- The School of Business, Harvard University, Cambridge, Mass.
- Merrill Lynch, New York
- Pfizer, Inc., New York
- Progressive Corporation, Mayfield Village, Ohio
- Goldman Sachs & Co., （New York,東京）
- The Rand Corporation[6]
- Citigroup (Citibank)
- The La Salle Bank, Chicago
- [7]Microsoft Corporation, Redmond, Wa.
- Bering Securities, Ltd.
- Deutsche Real Estate Consulting
- Deutsche Bank(New York,東京,London）
- Bank of America
- JGS Foundation
- Neuberger Berman, New York
- Weil, Gotschal, Washington, DC
- Sullivan & Cromwell, New York
- The West Collection, Oaks, PA
- The Capital Group Companies, Inc., Los Angeles

## 作品集
- 『光―呼吸』美術出版社、1997年9月。ISBN 978-4568120608。
- 『八戸マジックランタン』T&M Projects、2022年11月。ISBN 978-4909442376。